# ジョン・ライドン
ジョン・ライドン（John Lydon、1956年1月31日 - ）は、イギリスのミュージシャン。ジョニー・ロットン（Johnny Rotten、「腐れのジョニー」の意）のニックネームでパンク・ロックバンド、セックス・ピストルズのリード・ボーカルを務め、解散後はパブリック・イメージ・リミテッド（PiL）を結成した。
ジョニー・ロットンという名前は彼がセックス・ピストルズに加入したとき、ギタリストのスティーヴ・ジョーンズが彼の歯の汚い状態を見て「腐ってる！ お前の歯、腐ってるぞ！(You're rotten! Look at you, your teeth are rotten!)」と発言したことがきっかけで彼のニックネームとなった。
2002年、BBCが行った歴史上「100名の最も偉大な英国人」投票にて第87位に選ばれている。「Q誌の選ぶ歴史上最も偉大な100人のシンガー」において第14位。

## 経歴

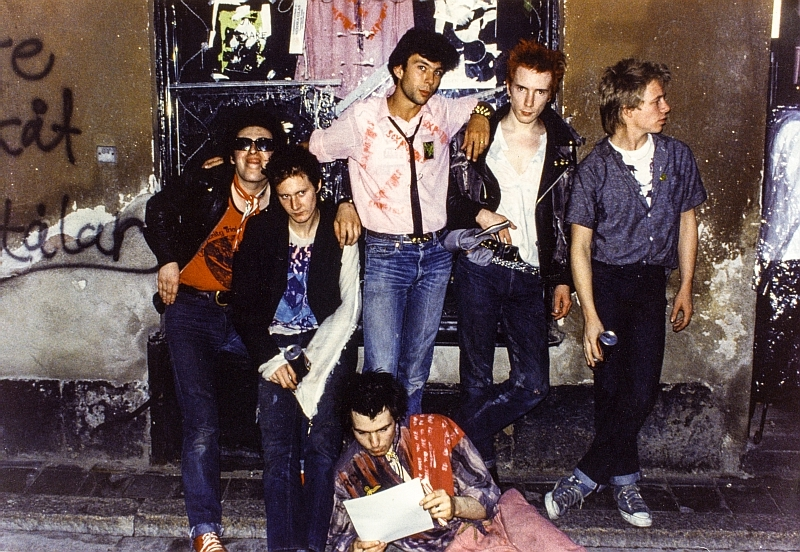
若き日のパンク仲間 (右から二人目がライドン)

### 出生
ジョン・ライドンは1956年1月31日、ロンドンの現イズリントン区のハロウェイ（Holloway area of north London）、ないしフィンズベリー・パーク（Finsbury Park）界隈で生まれた。父はトラックの運転手、母は飲食店の女給である典型的なアイルランド系労働者階級の家庭で育ち、三人の弟と共に界隈のアイリッシュ系やジャマイカ系の貧しい移民地区で成長した。当時のイギリスにおけるアイルランド移民は、ジャマイカ系などの黒人と同様に激しい差別を受けていた。ライドンは自伝『No Irish, No Blacks, No Dogs』で子供のころ、通学の途中で差別による投石を頻繁にうけたと語っている。
7歳の時に髄膜炎を患い、3か月近く昏睡状態に陥った後遺症から記憶の大部分を喪失する。意識が戻った時には両親の顔は無論、自分の名前すら思い出せない状態だったため、医師の勧めで脳の機能を回復させるための刺激療法を受けることになり、髄膜炎治療の入院に1年、周囲との隔たりを埋めていくのに3年もの時間を費やした。それが原因で小学生のころはいじめられっ子であった。何もかも一からやり直しの状態であったが、母親の熱心な教育のおかげで人並み以上のレベルまで取り戻すことができた。彼はこの病気の過去を「“ロットン”への道を歩み始める第一歩」と語っている。なお、この病の影響で20歳代に10cm以上身長が伸びた。

### セックス・ピストルズ

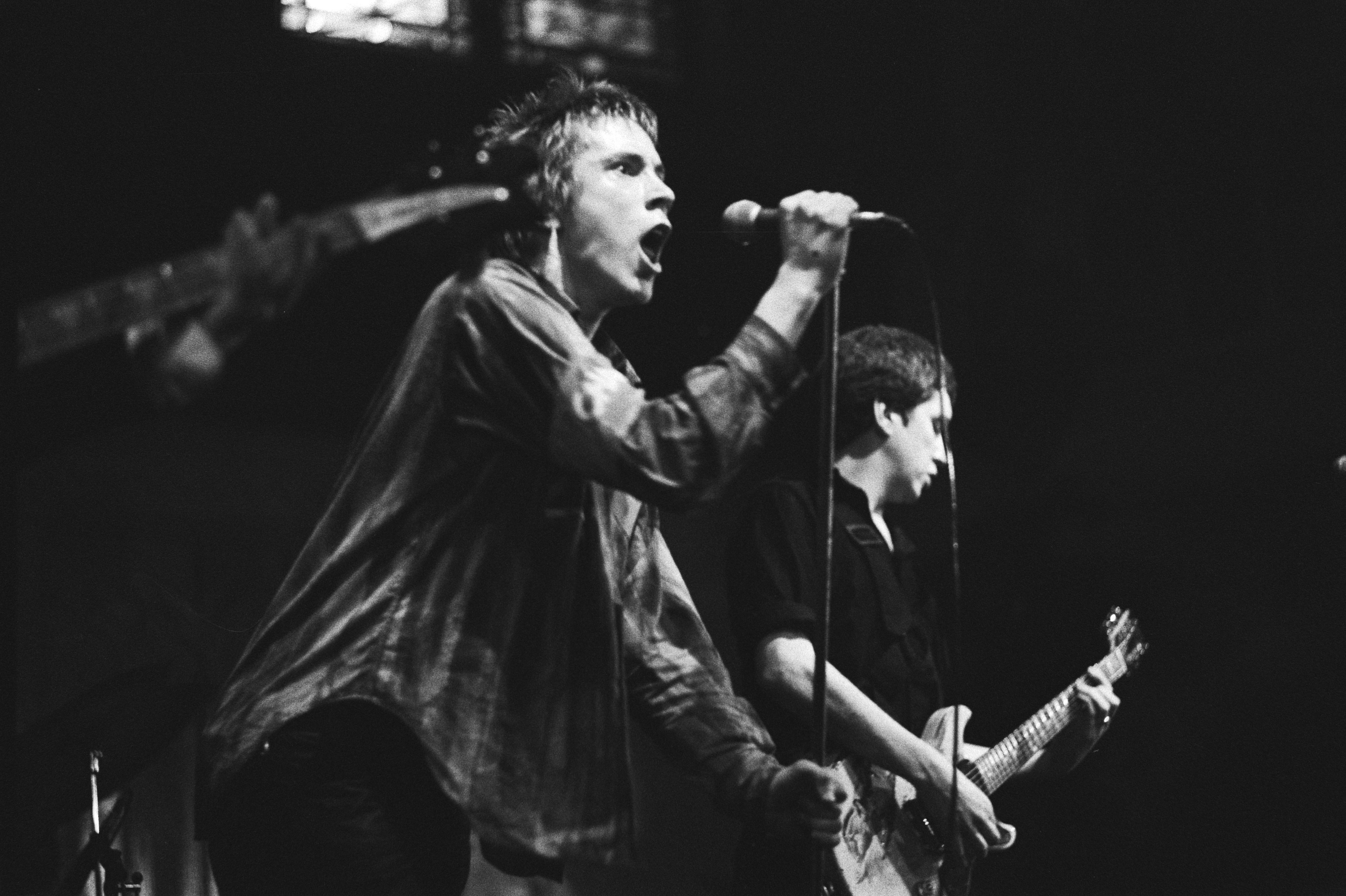
セックス・ピストルズ時代 (1977年)

小学生時代とは打って変わり、中学生からのライドンは退学処分を受けるほどの不良となり、10代後半はマルコム・マクラーレン（デザイナーのヴィヴィアン・ウエストウッドが共同経営者）のブティック「Sex」に頻繁に出入りするようになる。この店を溜まり場としていたライドンをリーダー格とする不良グループ“ジョンズ”は、メンバー全員の名がJohnであることから名づけられた。
1975年にマクラーレンがアメリカのバンド、ニューヨーク・ドールズとの小ツアーから帰り、スティーヴ・ジョーンズやポール・クックと共に新たなバンドの結成を模索していたとき、ライドンが現れた。ライドンは「I Hate」とサインペンでなぐり書きされたピンク・フロイドのTシャツを着ており、店内でのオーディションでアリス・クーパーの「エイティーン」を歌った。そしてバンドへ加入、バンド名はセックス・ピストルズに決まる。ピストルズは「アナーキー・イン・ザ・UK」や「ゴッド・セイヴ・ザ・クイーン」などの歴史的な曲を発表し、パンクの有名バンドとなった。曲は主に、メンバーのグレン・マトロックが書いていた。
ピストルズの後期、ライドンは、ヘロイン中毒である親友のシド・ヴィシャスの薬物治療の手助けをするが、結局シド・ヴィシャスはヘロインをやめられずまともに演奏できる状態ではなくなった。メンバー間の不仲も頂点に達し、バンドは最悪の状態になり、1978年1月14日、アメリカツアーのサンフランシスコ最終公演を最後にライドンは脱退を表明。ラストライブの最後に「騙された気分はどうだい」と言い放っている。脱退表明時には「ロックは死んだ」と宣言した。

### ピストルズ脱退後

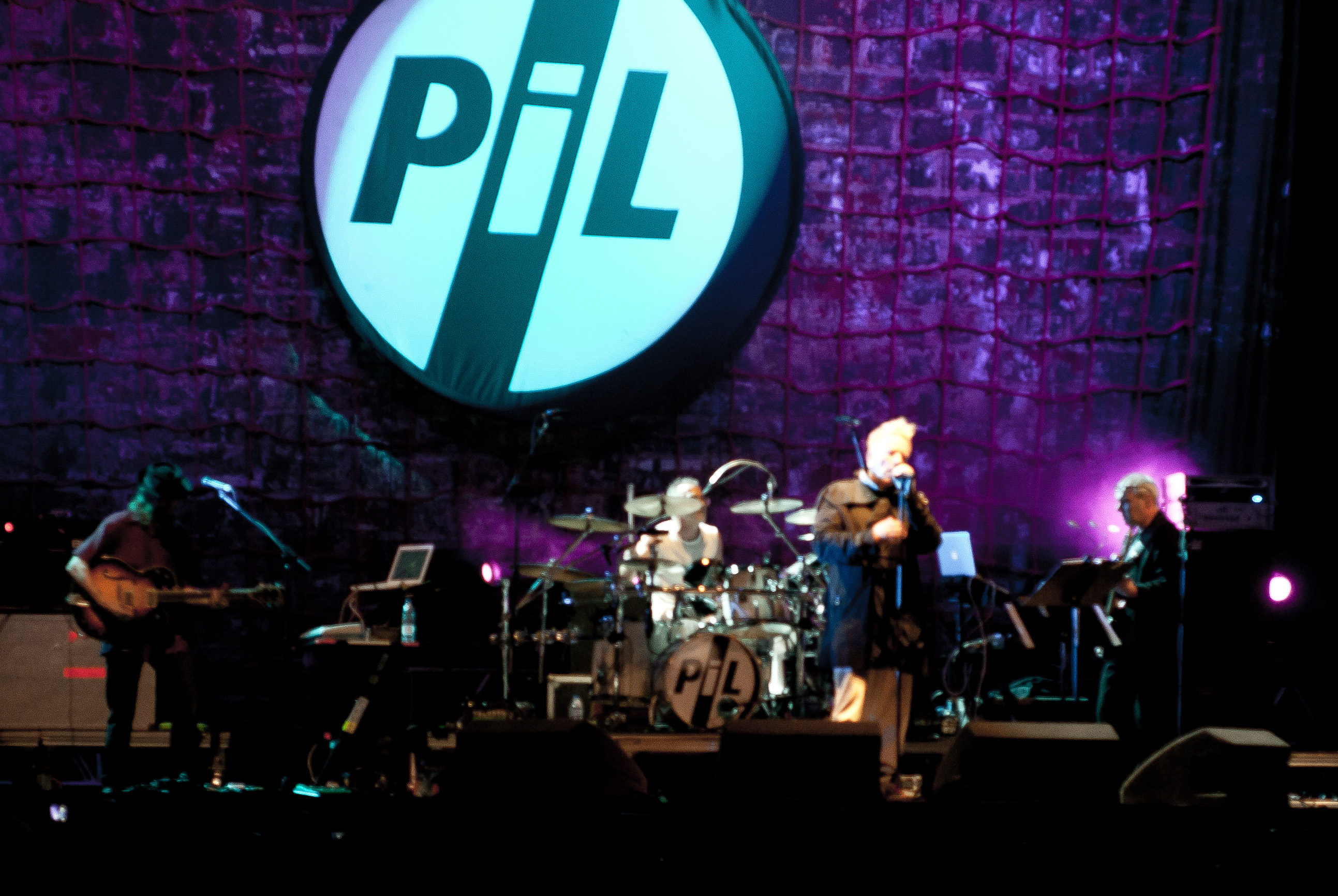
PiL再結成ライブ (2011年)

ライドンは1978年4月に、ベースのジャー・ウォブル、ギターのキース・レヴィン、ドラムのジム・ウオーカーと共にパブリック・イメージ・リミテッド（PIL）を結成し、ファースト・アルバム『パブリック・イメージ』(Public Image - First Issue) を発表する。メンバーと音楽性を変遷させながら活動を継続するが、1992年に活動休止となる。
1993年、初の自伝『Rotten: No Irish, No Blacks, No Dogs』を発表。日本では1994年に『STILL A PUNK―ジョン・ライドン自伝』のタイトルで発売された。
1996年にセックス・ピストルズを再結成。ワールドツアーを開催し、約1か月にも及ぶ来日ツアー公演を行う。1997年には初のソロ・アルバム『サイコパス』(Psychos-Path) を発表する。
2007年、音楽ゲーム『ギターヒーロー3 レジェンド オブ ロック』に「アナーキー・イン・ザ・U.K.」が採用されたことで、本作のPRを始めるようになりセックス・ピストルズとして久しぶりに活動することになる。2003年以来ライブは行われていなかったが、ピストルズのスタジオ・アルバム『勝手にしやがれ!!』の発売30周年を記念し、11月にイギリス国内で再結成ツアーを行った。
2009年にPiLを再結成し、12月にイギリス国内で数回コンサートを行う。2011年にサマーソニックに出演、2012年に20年ぶりとなるアルバム『ディス・イズ・PiL』を発表した。
2014年、2作目の自伝となる『Anger Is an Energy: My Life Uncensored』を発表。2016年に『ジョン・ライドン 新自伝 怒りはエナジー』として日本で発売された。

### 突然の変貌

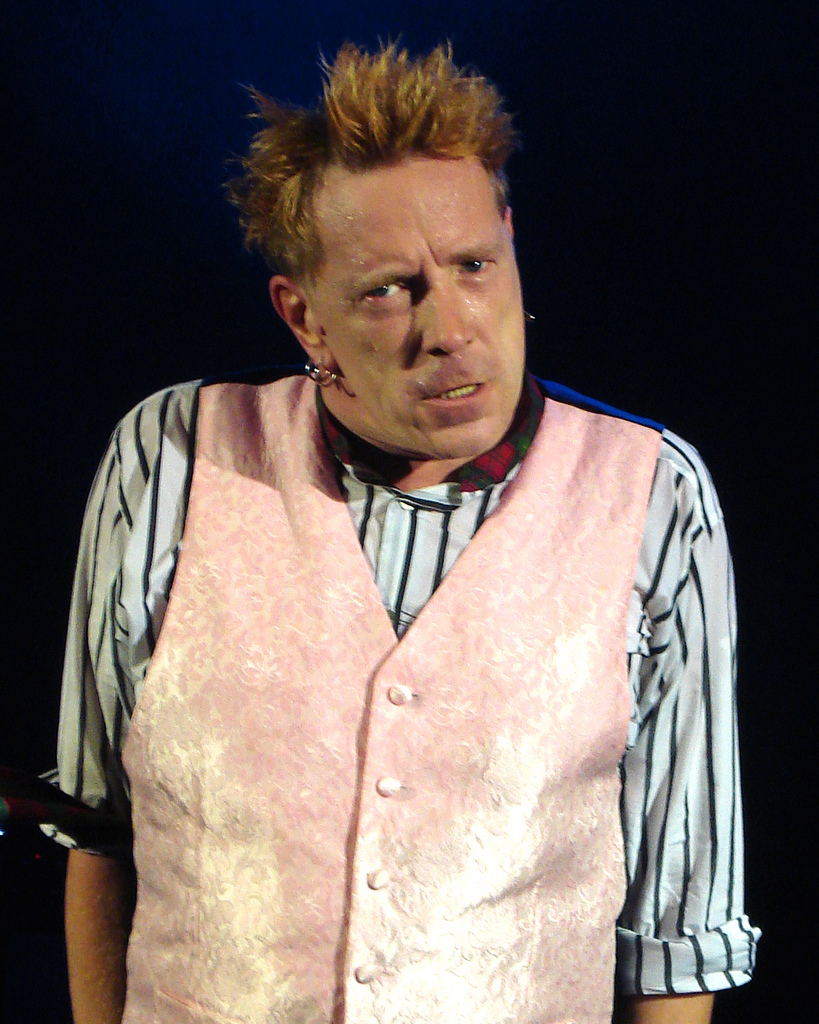
おどけ顔のライドン (2008年)

2000年代に入ってから積極的にテレビへの出演を重ねるようになり、2004年にイギリスITVのリアリティ番組『I'm A Celebrity Get Me Out Of Here』に出演。ジャングルでのサバイバルを他の出演者と競い合う番組で、ライドンは尻をカメラにつきだしたり、ダチョウにつつかれたりと醜態をさらすが、この番組によって、皮肉にも一流コメディアンとして世間に再認識されることとなった。その後、イギリス・ディスカバリー・チャンネルにて『john lydon's megabugs』なる昆虫をテーマにしたシリーズ物にメインパーソナリティーとして出演。その他、白いチンパンジーやホオジロザメの特集番組にもそれぞれ出演する。これらのテレビ出演について、後にライドンはヴァージン・レコードに強いられた法的な縛りのせいだったことを明かしている。
2008年、リアリティ番組の女性アシスタントプロデューサーから民事訴訟を起こされました。訴状によると、2007年1月に番組の収録中、ライドンは用意されたホテルに不満を持ったことから、プロデューサーのロクサーヌ・デイヴィス氏を殴打したとされています。この事件に関して刑事責任は問われませんでしたが、デイヴィス氏は暴行と性的嫌がらせを理由に損害賠償を求めて訴訟を起こしました。ロットン被告の広報担当者によれば、本人はこの件に関しコメントしていないという。

## 人物
反抗的で不良じみたスタイルをまとってはいるものの、聡明な一面を持っており、英国及びその隣国の現代史をテーマにした番組に出演した際、「英国を偉大なものにしたのは何か？」というテーマに対し、「俺だろ」とわざとシニカルに振舞った。
猫背は幼い頃に打った脊髄注射の影響で、睨み付けるような目つきはそうしないと焦点が合わないためであり、髄膜炎の後遺症である。
音楽について「音楽は俺の全てなんだ」と述べる一方で「昔から一貫して（音楽）ビジネスってヤツを否定的にしか見られない」と述べている。
攻撃的なスタイルである一方、病の後遺症の回復に尽くしてくれたこともあり、大変な母親思いという一面も持っている。

### 音楽の趣向

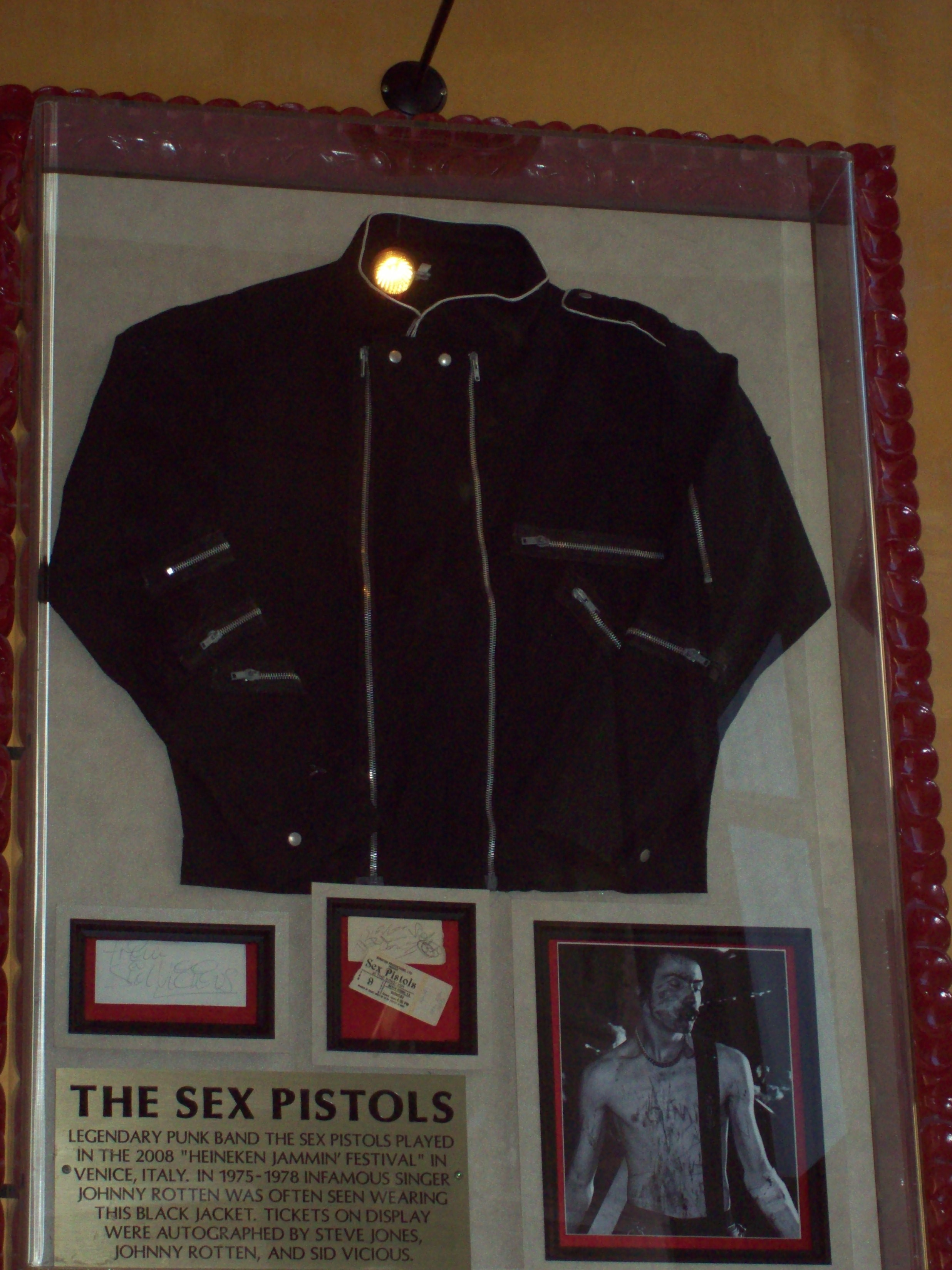
ピストルズ時代の衣装

ピストルズ以降の音楽活動では、PILでポストパンクの先陣を切って以降、オルタナティヴ・ロック、ポップ、ダンスなど、パンクにとらわれない幅広い音楽性を展開して来た。母親が音楽ファンであり、少年時代から様々な音楽に触れて来ている。
1970年代後半、それまでのイギリス、そして世界のロックシーンを支配していたレッド・ツェッペリン、ピンク・フロイド、ロッド・スチュワート、などは「コーポレート・ロック」「オールド・ウェイブ」「ダイナソー・ロック」とレッテルをはられ、嘲笑された。このころにライドンはレッド・ツェッペリンのボーカル、ロバート・プラントの前にふざけてひざまつき、神の如く拝める仕草をし、プラントに頭を蹴られそうになったことがある。しかしレッド・ツェッペリンそのものの音楽性は好みだといい（主に後期ツェッペリン）、後年になるとプラントの作詞能力を認める発言もしている。特に「カシミールの様な歌詞は俺には書けない」とプラントに告白している。本人曰く「フィジカル・グラフティこそ最高だ！」とのこと。2012年1月のアメリカにおけるトークショーでは同バンドのレコード数枚は素晴らしく、メンバー数名も個人的に知っていて良いやつらだと語っている。
ピンクフロイドについては後年「俺は初期のピンクフロイドが大好きなんだ。勿論、70年代のいくつかの作品も好きだけどな」と語っている。特にシド ・バレットに対する評価は常に好意的なものである。
ジョン・レノンのことは非常に高く評価しており、彼の「労働者階級の英雄」に影響を受けてピストルズの詩作を始めたと明言している。また、ポール・マッカートニーについても「彼の事は好きだ。長年に渡っていい曲を書いてるんだ。ロックの歴史であの位置にいるのは当然さ」と評している。またライドンは、フォーク・シンガーのロイ・ハーパーのファンでもある。クリスチャン・バンドのU2については、「存在すべきじゃないバンド。あいつらの曲には人生経験なんかない」と評している。また「コールドプレイやレディオヘッドにはイライラする。魂がこもってない。無意味にしかみえない。ナイスだがただの戯言だ」と発言している。タワー・レコードのバウンス誌が過去に報道したところでは、ライドンはエンゲルベルト・フンパーディンクのファンでもある。
女性ヴォーカルバンドや女性ミュージシャンが大好きでシンディー・ローパーとは特に仲が良い。PIL時代、96年ピストルズ再結成時を通じてツアーの前座には新人女性ミュージシャン&バンドを起用し、ソニック・ユース、シュガーキューブスやL7などがブレイクを果たしている。PIL時代は開演前のBGMもダイアナ・ロスやマドンナなどを流していた。レディ・ガガを知性に裏付けられた独創性があると讃え（彼女のヒット曲、“Paparazzi” などを例に）、ケイト・ブッシュの声域が非常に高いにもかかわらず「本当に心に響いた」とも褒めている。
レディ・ガガについて「彼女は最高だよ。「パパラッチ」は2009年の傑作の1つだと思っている。彼女は面白くて頭がいい」と評している。マドンナについては「しけててがむしゃらで真面目くさってる。彼女は好きじゃない。面白くないからな」と評している。
表立ってあまり公言はしていないものの、ザ・キンクスのファンであり特にレイ・デイヴィスに対して敬意を表している。「ガキの頃にユー・リアリー・ガット・ミーを聴いて全てが決まった」と語っている。また「PILのあるレコーディング中にアレンジで行き詰まった時、誰かに“キンクスみたいにやったらどうだ？”と言われたんだが“いつの時代のキンクスだよ⁉︎レイ・デイヴィスの作風の幅の広さを分かってないくせに！”って反論したよ」とかなりのマニアぶりを伺わせる発言もある。
グレン・マトロックと共にスウェーデン出身の音楽グループABBAのファンであり、「大好き」と公言している。
パブリック・イメージ・リミテッド結成当初からドイツの音楽グループ、クラフトワークに注目していたようで、ファンである事も明かしている。

### 歌詞・主張

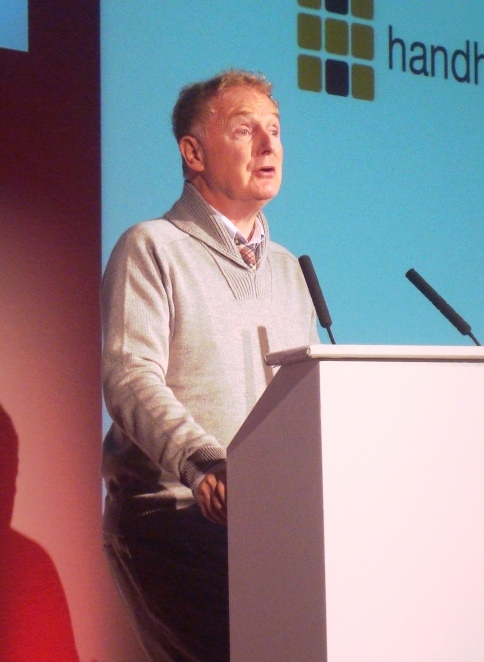
マネージャーを務めた晩年のマルコム・マクラーレン (2009年)

セックス・ピストルズ時代、マネージャーのマルコム・マクラーレンに「Submission（＝服従、屈服）」に関しての詞を提案しろと言われたライドンが後日持って来た詞は「Sub Mission（潜水艦の任務）」に関しての提案（艇案）であった。
ピストルズの社会風刺の効いた過激でストレートなメッセージ性の強い歌詞はライドンの手によるもので、「アナーキー・イン・ザ・U.K.」での“アンチ・キリスト”発言（キリスト教圏内ではありえないタブー）や「ゴッド・セイヴ・ザ・クイーン」では“女王は人間じゃない”“王室は民衆を白痴にする”などの痛烈な王室制批判など過激な歌詞をぶちまけている。
これらの歌詞や言動によって、ライドンは右翼や国家警察の目の敵となり、ピストルズ時代の1977年6月に国粋主義者に襲われ、ナイフで足や左手の平を貫通するほどの怪我を負っている。この後遺症で左の拳が握れず、ギターも弾けなくなった。警察にも幾度となく家宅捜索や別件逮捕をされ、そのため2007年現在もイギリスからアメリカに居住を移したままである。ライドンはイギリスの保守派全般に危険人物とみなされた。
ライドンは「俺たちの（若い時期の）人生の大部分をサッチャー政権時代が占めており、それに目一杯抵抗する事がピストルズの役目であり挑戦だった。自分たちでもそれなりに精一杯やったと思うよ」と述べている。
楽曲「ライズ」について「この曲は20年くらい前に書いたもので、ネルソン・マンデラと当時の南アフリカ警察の拷問の手法について扱ったものなんだ。だから俺には本当に痛みの伴う作品なんだ」と述べている。
2013年に再結成PILとして北京と上海で行う公演のため中国に入国する前に、当局から「これまでの歌詞を全て提示するよう」要求されている。ライドンは「政府にこれまで書いた歌詞を全て見せろと言われた。驚いたことに許可が下りた。相当趣味が良いか、そもそも俺が何やってるのか分かってないかのどっちかだ」と述べている。

### 交友関係

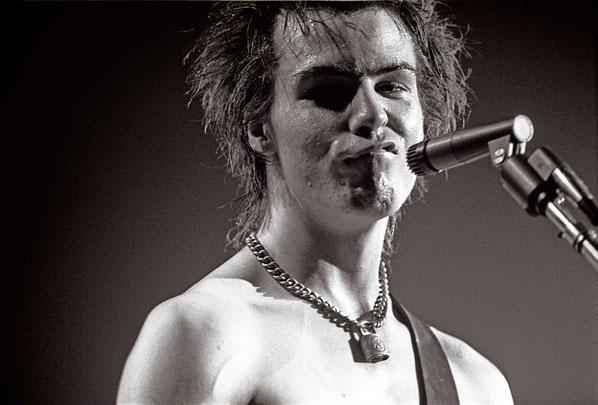
同僚だった故シド・ヴィシャス(B) 1978年

アメリカのテレビ番組でシド・ヴィシャスに関してコメントを求められた時は、「ピストルズなんて聴いた事ないんだろ？」と悪態をつきながらも、「あの頃はみんな自分の事だけで精一杯で、誰もあいつを助けてやれなかったんだ」と言って涙を見せた。ジョンにとって、シドは悪ガキ時代の大切な仲間だった。
ザ・フーのピート・タウンゼントは映画『さらば青春の光』（1979年）の主演の最初の候補にライドン（当時はジョニー・ロットン）を想定していたと語っている。ライドンはタウンゼントにはアマチュア時代から目を掛けてもらっており「ピートは俺にとって父親の様な存在だ！」と述べている。タウンゼントも「ジョンは凄いダイアモンド。インテリで頭がキレる」と絶賛している。
ローリング・ストーンズについては 「まあ、頑張ってほしいよ。ストーンズは俺の敵じゃない。ミック・ジャガーは俺たちにとってはすごくいい事をいくつかやってくれてて、初期のセックス・ピストルズでシドが面倒ばっかり起こしてた頃、ミックが裏で動いてくれてて、俺たちに弁護士やらいろんな事を紹介してくれてて、当時の俺たちにはできるはずのなかった事を提供してくれてたんだ」と述べている。
ピンク・フロイドのシド・バレット、デヴィッド・ギルモアやロジャー・ウォーターズとも親交があり、マリブの邸宅は近所なのでよく連れだってリムジンに同乗し、パーティーに出かけたりしている。ニューズ・ウィークのインタビューでライドンは、ドナルド・トランプやグリーン・デイなどについて語っている。

### 婚姻関係
妻は音楽プロモーターだったノラ・フォースター（本名ノラ・メイヤー）。1979年からパートナーとなっている。
妻ノラは法的には結婚をしていないことを明かしているが、彼女の事は妻だと紹介している。ノラはライドンより14歳年上で、前夫（ドイツ歌手フランク・フォースター）との間にできた娘はスリッツのボーカリスト、アリ・アップである。また、ノラはドイツの大手出版業者の資産家の娘で、ライドンは彼女の資産を運用し、不動産開発業者になったと噂があるが、事実はライドンがイギリスの日刊紙ザ・サンに冗談で発言したものが広まって行っただけである。
1988年12月21日に起こったパンアメリカン航空103便爆破事件のロンドン発ニューヨーク行き便に搭乗予定だったが、妻ノラの荷造りが間に合わず乗り遅れ、結果的に命拾いをした。
2010年、義娘アリ・アップが乳がんで亡くなる。彼女には3人の子供（義孫になる）がおり、ノラと共に後見人となった。
2020年、コロナによる世界的パンデミックの最中、ジョン・ライドンは『ミラー』紙で近況について語っている。その中のインタビューでは、妻のノラがアルツハイマー病を患い、専門家を頼りつつフルタイムでの介護を行なっていると答えていた。そして2023年4月、妻の訃報を伝えた。